# Estação Hadayeq El-Zaitoun
Hadayeq El-Zaitoun (em árabe: حدائق الزيتون) é uma das estações da linha 1 do metro do Cairo, no Egito.

## Futura interligação
A planejada linha 5 do Metro do Cairo com 20 estações todas subterrâneas e 20 km de extensão (Nasr City - Heliopolis - El Sawah - Rod El Farag) estará interligada a Linha 1 na estação Hadayeq El-Zaitoun.